# Torslev Dyb
Torslev Dyb er en inddæmmet fjordarm i Limfjorden sydøst for byen Brovst. Området er undertiden også kendt som Torslev Kær, naturligt fordi der ikke længere er vand. Området blev inddæmmet i 1922, da dæmningen mellem Attrup-Øland dæmningen stod færdig. Landindvindingen var en del af et større anlægsprojekt, som i alt har inddæmmet over 3.000 ha. landbrugsjord.
Jorden var i mange år udyrkelig, indtil Johan Koed-Jørgensen i 1973 købte alle statshusmandsbrugene, og lagde dem under, hvad der i pressen er kendt som Danmarks nyeste herregårdsanlæg Øland-Attrup.

## Historie
Torslev Dyb var oprindeligt en 870 ha. stor lavvandet fjordarm, der adskilte øen Øland og Han Herred. I den nordøstlige ende var der allerede i begyndelsen af 1800-tallet anlagt tre dæmninger, som gjorde Øland landfast med Han Herred. Disse var blevet anlagt af godsejer Ole Tønder Lange fra Bratskov. De var dog langtfra solide nok. Under stormfloden den 3. februar 1825, hvor også Agger Tange blev gennembrudt, blev to ud af tre skyllet væk.
Det endte brat for øens indbyggere, da det den 15. august 1840 blæste kraftigt op, bukkede den sidste dæmning, ved landsbyen Sønder Økse, under, og dermed var Øland atter isoleret som en ø midt i Limfjorden.
På den modsatte side af fjordarmen – oppe på bakken i Gammel Brovst, havde den lavvandede fjord være af stor betydning for lokalsamfundet. J.P. Trap havde i sit leksikon betegnet denne egn, som den bedste landbrugsjord i hele Hjørring Amt. Udover dette, nærede bønderne sig ved ålefiskeri i Limfjorden, mens der regelmæssigt var færgeafgange til Aalborg.

### Nye diger
Beboerne på Øland havde i de foregående år gjort sig afhængige af Brovst, hvor der både var læge, apotek og senere et amtssygehus. Derfor – naturligvis, kæmpede de en brav kamp, for igen, at blive landfast med Han Herred. Store dele af Øland var på daværende tidspunkt ejet af Oxholm Gods, der også var tilhænger af, at få genetableret den faste forbindelse.
Det var dog ikke den hensigt, som omkring 40 år senere, fik Oxholms daværende ejer Claudine Bruun de Neergaard, til at finansiere et dige, nær det gamle dige ved Sønder Økse. I 1880 indgik Oxholm et samarbejde med bønderne i Sønder Økse, som var blevet trække af regelmæssige oversvømmelser af deres enge, der beskyttede engene for vandet, der kom fra vest. Problemet blev dog nu, at det vand, som kom fra øst, kunne løbe uhindret ind, og dermed oversvømme engene bagfra. I denne periode var der ekstra behov for, at Danmark kunne udnytte jorden til landbrug, da landet år forinden i 1864 havde mistede Sønderjylland.

### Omfattende forslag
Det nye dige ved Sønder Økse var endvidere så svagt, at det udelukkende tillod gående, ridende og cyklende færdsel, hvilket ikke løste Ølands store problemer. Øst for Øland ligger ligeledes en tidligere ø, Gjøl, der ligeledes kæmpede med oversvømmelserne. Der gik heller ikke mange år, før der kom flere konkrete forslag på bordet. Ét af forslagene omfattede tre dæmningsanlæg; Brovst-Øland, Øland-Gjøl og Gjøl-Haldager, der i alt ville inddæmme 3.300 ha.. Statens Vandbygningsvæsen, der i denne periode arbejdede meget med landindvinding, efter Danmark i krigen mod Preussen i 1864 havde mistet Sønderjylland, skulle forsøge at kompensere for det tabte land, udarbejdede et prisoverslag, der lå mellem 139.000 – 196.000 kr. (2013: 9,4 – 13,4 mio. kr.).

### Gjøl-Øland dæmningen
Uddybende artikel: Gjøl-Øland dæmningen.
I den kommende tid var der ingen, som turde tage de enorme investeringer, og projektet blev derfor skrinlagt i næste mange år. Carl Sørensen (1857–1937), et lokalt folketingsmedlem, er af flere blevet tilskrevet æren for, at projektet lykkedes. Han arbejdede nemlig i de kommende mange år intenst for sin hjemegn, hvilket var medvirkende til, at Landvæsenskommissionen i 1910 vedtog, at der skulle udarbejdes en detaljeret projektbeskrivelse for de tre linjeføringer.
Projekteringen blev foretaget i Statens Vandbygningsvæsen, som i december 1913 var nået så vidt, at de sendte projektet i offentlig licitation. Det skete på et møde den 14. april 1914 på Halvrimmen Kro.
Efter flere år med anlægsproblemer, hvor den oprindelige entreprenør gik fallit i 1914, stod dæmningen mellem Øland og Gjøl færdig i 1919. Det kostede i alt 277.000 kr. (2013: 7,1 mio.kr.), hvor af staten støttede med 85.000 kr. (2013: 2,1 mio.kr.).

### Attrup-Øland dæmningen
Uddybende artikel: Attrup-Øland dæmningen.
Projektets anden dæmning var den dæmning, som er den primære sikkerhed for afvandingen af Torslev Dyb. Ingeniørerne fra Vandbygningsvæsenet arbejdede sideløbende med anlægget af Gjøl-Øland dæmningen, som var dobbelt så lang. Stadsingeniør Buhl havde udarbejdet et projekt, der flyttede dæmningen fra den oprindelige placering, længere mod nord, helt ud til fjorden, hvor den ville gå i land ved landsbyen Attrup.
Anlægget blev påbegyndt kort tid efter, hvor prisoverlægget i 1914 lå på 200.000 kr. (2013: 11,4 mio.kr.), hvilket dog viste sig at være helt ved siden af. Det samlede anlæg kostede nær det tredobbelte, da den først stod færdig i 1922. Det fik politikerne i København op ad stolene, og der blev indkaldt til møde om sagen. Det lokale medlem Carl Sørensen, der år forinden havde sikret et statstilskud til Gjøl-Øland, kæmpede også for, at Attrup-Øland kunne få samme tilskud. Dette bar frugt, og Sørensen kunne i 1916 meddele bønderne, at Trafikministeriet havde ydet et tilskud på 115.000 kr. (2013: 4,7 mio. kr.), hvilket bidrog godt til lodsejernes økonomi.

### Kampen om det nye areal
I de følgende år begyndte diskussionerne om, hvem der skulle have ejendomsretten over den nyindvundne areal. Derfor sendte lodsejerne en delegation til København, med deres første ansøgning om, at det måtte være deres jord, idet de havde betalt store summer for anlægget. Godsejeren på Oxholm søgte ligeledes om at købe store dele af jorden, hvilket undrede hos lodsejerne, i og med Oxholm deltog i en ansøgning sammen med lodsejerne.
Mangler mere information. 